# دورية نص الليل (فلم)
دورية نص الليل أو دورية نصف الليل هو فيلمٌ مصريٌ أُنتج عام 1986. وهو أول فيلم يلعب فيه سيد زيان دور البطولة.

## القصة
يصل الشرطي شاور (سيد زيان) إلى الإسكندرية، مكلفاً بعمله الجديد لحفظ الأمن في فترة الليل. ويلتقي في الترام بالراقصة تحية (ماجدة الخطيب)، ويكتشف بالصدفة أنها تسكن نفس العنوان الذي يقصده. يبدأ شاور عمله، مقيماً في شقه ابن عمه أبو النجا (مظهر أبو النجا).
تنشأ قصة حب بين شاور وتحية ويتزوجان، وتترك تحية مهنة الرقص. وكذلك يتزوج أبو النجا من سناء (سميرة صدقي)، صديقة تحية. وتحاول المعلمة بلبل (ريري)، وصديقها شوقي (ضياء الميرغني) إعادتها لعالم الرقص دون جدوى.
يبدأ الزوجان في مواجهة المصاعب المادية، ويكتشف شاور أن زوجته باعت بعضاً ذهبها لتنفق عليه، ولذلك يقرر شاور الاستقالة من وظيفته كشرطي، ويبحث عن عمل جديد دون جدوى.
يكتشف شاور أثناء تبرعه بدمه أنه مصاب بمرض خطير، ولأنه علاجه يكلف مالاً كثيراً، تتفق تحية مع تاجر المخدرات المعلم حنفي (علي الشريف) على إيصال حقائب مشبوهة، فيما يسعى المعلم عبده الزفر (محمود فرج) للانتقام منها، خصوصاً وأنه كان يريد الزواج منها من قبل.
تموت المعلمة بلبل في حادث سيارة، ويصاب صديقها شوقي ويتوب، ويقوم بإبلاغ شاور بما تفعله زوجته، فيسعى لإنقاذ زوجته من تجار المخدرات.